# Grallaricula loricata
Pita-formigueira-lorigada ou torom-malhado (Grallaricula loricata) é uma espécie de ave da família Formicariidae.
É endémica da Venezuela.
Os seus habitats naturais são: regiões subtropicais ou tropicais húmidas de alta altitude.
Está ameaçada por perda de habitat.